# Liopasia teneralis
Liopasia teneralis is een vlinder uit de familie van de grasmotten (Crambidae), uit de onderfamilie van de Spilomelinae. De wetenschappelijke naam van deze soort is voor het eerst voorgesteld als Botys teneralis door Julius Lederer in een publicatie uit 1863.
De spanwijdte van het mannetje bedraagt 19 millimeter en van het vrouwtje 24 millimeter.
De soort komt voor in Florida.